# While My Guitar Gently Weeps
While My Guitar Gently Weeps è una canzone dei Beatles, composta da George Harrison e pubblicata nell'album The Beatles del 1968 (anche noto come White Album).
Si tratta di uno dei brani del gruppo che ospitarono contributi di musicisti di nome e non solo turnisti: la chitarra aggiunta appartiene infatti a Eric Clapton, amico di Harrison e futuro marito della prima moglie di costui, Pattie Boyd.
Benché sia nota la sua partecipazione alle sedute di incisione, Clapton non figura ufficialmente accreditato.
Harrison compose While My Guitar Gently Weeps come un esercizio di casualità ispirato all'I Ching cinese. La canzone esprime il suo rammarico per le potenzialità inespresse del mondo verso l'amore universale, al quale egli si riferisce con le parole: «The love there that's sleeping». Inizialmente Harrison registrò un nastro demo acustico della canzone accompagnandosi con chitarra acustica e organo – versione in seguito apparsa nella compilation Anthology 3 del 1996, e con l'aggiunta di un accompagnamento d'archi arrangiato da George Martin, nell'album Love del 2006. L'incisione in studio della versione dei Beatles si svolse nel settembre 1968, e a quel punto l'arrangiamento folk era stato rimpiazzato da una produzione in stile hard rock. La registrazione fu una delle molte collaborazioni tra Harrison e Clapton durante la fine degli anni sessanta e venne seguita dalla scrittura a due mani della canzone Badge per i Cream, il gruppo di Clapton.
Alla sua pubblicazione, While My Guitar Gently Weeps venne incensata dalla critica, e da allora è ritenuta uno dei migliori brani in assoluto di George Harrison, esempio riconosciuto della sua maturità come autore, nonché il brano migliore di The Beatles. La rivista Rolling Stone classificò While My Guitar Gently Weeps alla posizione numero 136 della sua lista delle "500 migliori canzoni di sempre", settima nella classifica "100 Greatest Guitar Songs of All Time", e alla posizione numero 10 nella lista "The Beatles 100 Greatest Songs". L'assolo di chitarra suonato da Eric Clapton è stato classificato 42º assolo migliore del mondo dalla rivista Guitar World.

## Il brano

### Origine e storia
La fonte d'ispirazione del brano venne a Harrison dalla lettura di un libro, l'I Ching. Disse lo stesso Harrison: «In Oriente ogni cosa è connessa con ogni altra cosa, mentre in Occidente è solo una coincidenza». Recandosi con questa idea in testa a casa dei suoi genitori nell'Inghilterra settentrionale, Harrison cominciò a scrivere una canzone partendo dalle prime parole viste in un libro aperto a caso. Queste parole furono "Gently Weeps" (piange dolcemente); e così iniziò immediatamente a lavorare. Raccontò poi che le prime stesure della canzone furono modificate, tagliate e cambiate in continuazione.
George Harrison scrisse While My Guitar Gently Weeps al ritorno dall'India, dove i Beatles si erano recati per studiare meditazione trascendentale sotto la guida del Maharishi Mahesh Yogi nella primavera del 1968. Il soggiorno aveva fatto riavvicinare Harrison alla chitarra come suo strumento principale, dopo l'infatuazione per il sitar indiano nel periodo 1966-67, e segnò inoltre l'inizio di un prolifico periodo come autore.
La canzone riflette l'atmosfera pesante venutasi a creare nei Beatles dopo il soggiorno in India. Eric Clapton, chitarrista con il quale Harrison aveva stretto amicizia e collaborato nel 1968 come distrazione dai Beatles, disse che While My Guitar Gently Weeps verteva sull'isolamento spirituale di Harrison nella band.
Un nastro demo che Harrison registrò nella sua casa a Esher include una strofa aggiuntiva non utilizzata nella versione definitiva, ma di grande impatto emotivo: «I look at the trouble and hate that is raging / While my guitar gently weeps / As I'm sitting here, doing nothing but ageing... » ("Osservo il problema e l'odio che infuria / Mentre la mia chitarra piange dolcemente / Me ne resto seduto qui, non facendo altro che invecchiare"). Questa versione preliminare include inoltre la frase: «The problems you sow are the troubles you're reaping» ("I problemi che semini sono i problemi che stai raccogliendo"), anch'essa scartata.

### Musica e testo
While My Guitar Gently Weeps è una delle poche canzoni dei Beatles di inizio 1968 che cambiarono significativamente dai provini iniziali alla versione ufficiale. Il demo iniziale di Harrison suggerisce un'influenza folk, mentre la versione dei Beatles è nello stile heavy rock tipico del materiale più maturo della band alla fine degli anni sessanta.
Harrison registrò il demo originale con chitarra acustica solista e organo; questa versione contiene una strofa in più di quella ufficiale, e può essere ascoltata nell'album Anthology 3. Una versione riarrangiata, con archi scritti da George Martin, è nella raccolta Love. Eric Clapton, buon amico di George Harrison, suonò l'assolo di chitarra nella versione ufficiale con una Gibson Les Paul, mentre al Concert for Bangladesh eseguì l'assolo su una Gibson Byrdland.
Nel testo di While My Guitar Gently Weeps, Harrison rivisita il tema dell'amore universale e delle preoccupazioni filosofiche evidenti nelle sue recenti composizioni "indiane", in particolare Within You Without You. La canzone è un lamento per come l'amore universale verso l'umanità, sebbene sia latente in ogni individuo, rimanga in gran parte inespresso. Nella descrizione del teologo Dale Allison, il brano "convoglia un'angoscia spirituale e un punto di vista religioso urgente senza essere esplicitamente teologico". Harrison canta dal punto di vista di un "illuminato" dalla grazia divina, dichiarando di percepire "l'amore che sta dormendo". Inoltre, in tono vagamente accusatorio, afferma che le persone sono state "corrotte" e "distolte" dalla loro prospettiva naturale.
Secondo il biografo di Harrison Joshua Greene, il messaggio della canzone riflette il pessimismo derivante dagli avvenimenti mondiali nel 1968, come gli assassinii di Martin Luther King e Robert Kennedy negli Stati Uniti, e l'oppressione sovietica della Cecoslovacchia.

### Registrazione
La canzone fu registrata dagli altri membri del gruppo con poco interesse. La band ri-registrò il brano più volte, anche con nastri di chitarra al contrario, ma il progetto fallì. Deluso, ma non arreso, Harrison invitò Eric Clapton a passare la giornata in studio con lui nonostante i dubbi di quest'ultimo, perché nessuno aveva mai suonato prima in una canzone dei Beatles; ma alla fine accettò. L'inclusione di Clapton fu un sollievo per la band che attraversava un momento di tensione.

#### Tentativi iniziali e traccia base
I Beatles effettuarono svariati tentativi di registrare While My Guitar Gently Weeps durante le sessioni per il White Album. Le sedute in studio, iniziate alla fine di maggio 1968, si caratterizzarono per una generale mancanza di interesse e coesione tra i quattro membri della band, e da quella che i compagni di Lennon videro come una presenza altamente intrusiva, l'arrivo di Yōko Ono. In questa atmosfera, Harrison era stato inizialmente timoroso di sottoporre ai compagni la sua nuova composizione. La take 1 del 25 luglio – la versione poi inclusa in Anthology 3 – è una performance solista da parte di Harrison, che suona la chitarra acustica Gibson J-200, con sovraincisa una parte di armonium.
Le sessioni del 16 agosto e del 3 e 5 settembre produssero quattordici take della canzone incise da parte dei Beatles al completo. Nel caso della versione del 16 agosto, la take segnò la prima volta nella quale i Beatles utilizzarono un mixer a otto piste, e Harrison sovraincise un assolo di chitarra al contrario, come aveva fatto due anni prima per I'm Only Sleeping, sull'album Revolver, ma non rimase soddisfatto del risultato finale e scartò l'idea. I Beatles allora rielaborarono la traccia base registrandone un totale di 28 take tra il 3 e il 5 settembre – giorno nel quale Ringo Starr tornò nel gruppo dopo il suo momentaneo abbandono del 22 agosto, per contrasti con McCartney. Harrison convinse la band a dare il bentornato a Ringo posizionando vari mazzi di fiori sulla sua batteria, continuando comunque a pensare che i suoi compagni di gruppo non stessero impegnandosi a sufficienza nella registrazione della sua canzone.

#### Sovraincisioni

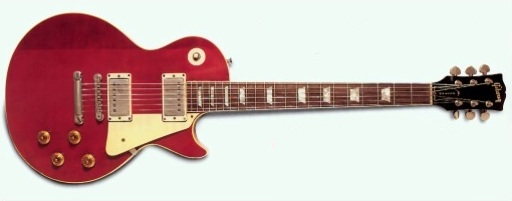
Clapton aveva donato a Harrison la Gibson Les Paul rossa detta "Lucy" che egli avrebbe suonato nella canzone, poco tempo prima della sessione.

Il 6 settembre, durante un viaggio dal Surrey a Londra, Harrison chiese a Clapton di suonare la chitarra nella traccia. Clapton, che riconosceva il talento di Harrison come autore di canzoni, e considerava le sue potenzialità troppo spesso sottovalutate da Lennon & McCartney, nondimeno era abbastanza restio dal partecipare, intimorito da una "sessione dei Beatles"; e la sua risposta iniziale fu: «Non posso farlo. Nessuno ha mai suonato in un disco dei Beatles». Harrison riuscì a convincerlo comunque, e l'assolo suonato da Clapton alla chitarra elettrica venne sovrainciso in serata. Ricordando la sessione in questione nella sua autobiografia del 2007, Clapton scrisse che, mentre Lennon e McCartney sembravano abbastanza svogliati, egli pensò fin da subito che la canzone fosse "fantastica", aggiungendo: «Sapevo che George era soddisfatto, perché continuava a riascoltarla di continuo nella sala di controllo».
Harrison disse che la presenza di Clapton in studio portò i suoi compagni di band "ad impegnarsi maggiormente" e "a comportarsi in maniera amichevole". I Beatles proseguirono poi con altre sovraincisioni, che inclusero un motivo ascendente di pianoforte, suonato da McCartney sull'introduzione, una parte di organo Hammond di Harrison, ed ulteriori percussioni da parte di Starr. McCartney aggiunse anche una seconda parte di basso, suonata con il suo Fender Jazz.

#### Missaggio
Ancora preoccupato dal fatto che il suo contributo potesse discostarsi troppo dalle sonorità della band, Clapton chiese a Harrison di dare al suo assolo di chitarra un sound maggiormente "beatlesiano" in fase di mixaggio. Durante il mixaggio finale del White Album, il 14 ottobre, la parte di chitarra venne filtrata attraverso un circuito ADT con l'aggiunta di effetto "varispeed", e l'ingegnere del suono Chris Thomas manipolò l'oscillatore per ottenere il sound "tremolante" desiderato.
Il contributo chitarristico di Clapton al pezzo è stato definito "monumentale" dalla critica. Nell'ottobre 1968, Harrison restituì il favore componendo insieme a lui il brano Badge che Clapton avrebbe utilizzato per i Cream. Pubblicata sull'ultimo album del gruppo, Goodbye, Badge riflette la sensibilità pop di Harrison ed aiutò Clapton nella transizione da uno stile heavy blues a un approccio maggiormente rock.

## Pubblicazione ed accoglienza

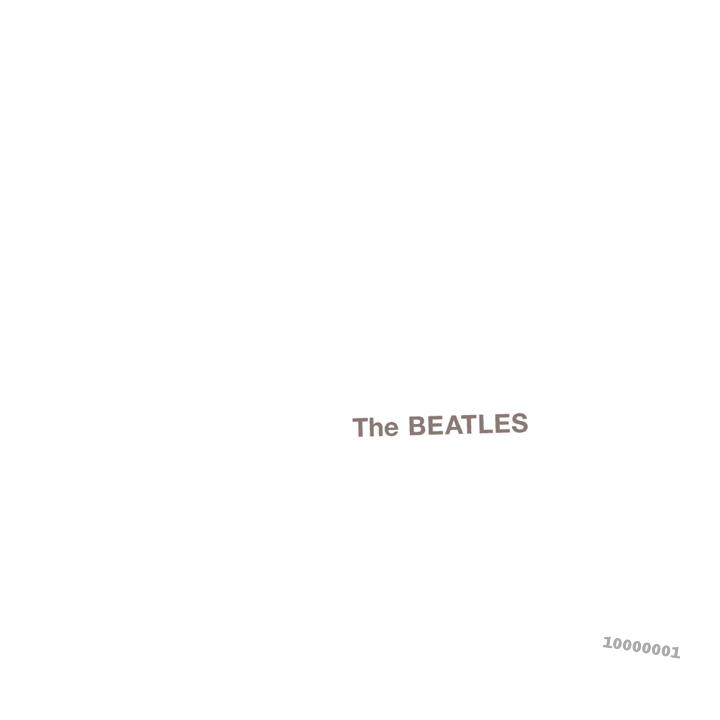
La copertina dell'album The Beatles. Alcuni critici musicali indicarono While My Guitar Gently Weeps quale brano migliore del disco.

La Apple Records pubblicò The Beatles il 22 novembre 1968. Una delle quattro composizioni a firma Harrison presenti nel doppio album, While My Guitar Gently Weeps è posizionata sul disco come penultima traccia della prima facciata dell'LP, tra The Continuing Story of Bungalow Bill e Happiness Is a Warm Gun, entrambi brani di Lennon. La canzone uscì anche su singolo come B-side del 45 giri Ob-La-Di, Ob-La-Da, canzone scritta da McCartney che aveva messo a dura prova la pazienza degli altri Beatles durante le sessioni per il White Album. Il singolo fu un grosso successo a livello internazionale, raggiungendo la vetta delle classifiche in Australia, Austria, Svizzera e Germania Ovest, ma non fu pubblicato in Gran Bretagna e negli Stati Uniti.
While My Guitar Gently Weeps è considerata da molti la traccia migliore di The Beatles. Secondo il critico musicale Tim Riley, il contributo compositivo di Harrison al White Album "mantenne le promesse", evidenti nelle tre canzoni da lui composte ed inserite nell'album Revolver del 1966. Nel suo libro The Beatles Forever del 1977, Nicholas Schaffner scrisse che, nel ritornare al pop/rock dopo l'escursione nella musica classica indiana, i quattro brani di Harrison nel White Album "lo inserirono a pieno diritto, insieme a Lennon & McCartney, tra gli autori del gruppo". Nella descrizione di Schaffner, While My Guitar Gently Weeps è la più popolare e migliore delle quattro tracce a firma Harrison presenti sul White Album.
Nel 1973, la canzone apparve nella compilation "greatest hits" dei Beatles 1967-1970, come una delle sole tre tracce scelte per rappresentare il White Album. La Capitol Records la incluse nella raccolta The Best of George Harrison del 1976; e un anno prima, Harrison aveva pubblicato un "sequel" della canzone, intitolato This Guitar (Can't Keep from Crying), che inoltre fu il suo ultimo singolo su etichetta Apple nell'incarnazione originale della casa discografica.
Nonostante la sua iniziale perplessità nel registrare While My Guitar Gently Weeps, a posteriori McCartney riconobbe che era uno dei suoi brani preferiti dei Beatles e la mise insieme a Something e Here Comes the Sun come candidata a "miglior canzone in assoluto di George Harrison". Dopo la morte di Harrison nel 2001, Mick Jagger e Keith Richards espressero la propria ammirazione nei confronti della canzone.
Fuori dal coro quasi unanime delle lodi, il critico Ian MacDonald nel suo seminale The Beatles - L'opera completa del 1994, a proposito di While My Guitar Gently Weeps scrisse: "Per quanto significativi, i quadrupli ritmi interni dei suoi middle sixteen sono pedantescamente artificiosi e, nel suo complesso, il brano trasuda una minacciosa presunzione che diventa rapidamente fastidiosa. [...] L'energetica attualità della musica pop è qui soppiantata da una cupa grandiosità anticipatrice della semplicistica musica da stadio degli anni settanta e ottanta".

## Esecuzioni dal vivo
La canzone è stata eseguita in concerto molte volte da Harrison durante la sua carriera solista. Esecuzioni particolarmente celebri furono quella eseguita al Concert for Bangladesh del 1971, e quelle ai concerti del dicembre 1991 in Giappone con Eric Clapton.

### The Concert for Bangladesh
Al concerto di beneficenza per il Bangladesh, tenutosi al Madison Square Garden di New York il 1º agosto 1971, Clapton suonò la canzone con una Gibson Byrdland, una chitarra a cassa concava più comune nel jazz o nella musica country. Egli disse in seguito che fu una scelta sbagliata e, come il suo modo di suonare all'evento, indicativa della sua discesa nella tossicodipendenza da eroina.

### The Concert for George
Il 29 novembre 2002 Paul McCartney, Ringo Starr, Dhani Harrison, Jeff Lynne ed Eric Clapton eseguirono While My Guitar Gently Weeps al concerto tenuto in memoria di George Harrison, morto l'anno prima per un cancro al cervello. Questa versione fu caratterizzata dalla presenza di Eric Clapton che suonò entrambi gli assoli.

### Rock & Roll Hall of Fame
In memoria di George Harrison, e per commemorare il suo ingresso nella Rock & Roll Hall of Fame, nel 2004 fu suonata una versione Live della canzone; ad interpretarla erano Tom Petty, Prince, Steve Winwood, Jeff Lynne e altri. Marc Mann eseguì nota per nota l'assolo iniziale che nel 2002 era stato di Clapton, mentre Prince si esibì in un virtuosistico solo finale.

## Formazione
The Beatles
- George Harrison — voce, chitarra acustica, organo Hammond
- Paul McCartney — basso, pianoforte, cori
- John Lennon — cori, chitarra elettrica con tremolo
- Ringo Starr — batteria, percussioni

Altri musicisti
- Eric Clapton — chitarra solista

Crediti
- George Martin — produttore

## Cover e tributi
- Ivan Graziani nel suo album Agnese dolce Agnese del 1979 cita il titolo del brano. Il testo della canzone omonima inizia con la strofa: «Se la mia chitarra piange dolcemente», in italiano, esplicita citazione all'originale in inglese.
- Una versione riarrangiata è stata eseguita e inclusa dai Toto nell'album Through the Looking Glass e dal vivo in Live in Amsterdam e 40 Tours Around The Sun (Live).
- Una versione solo strumentale del brano fu eseguita da Vinnie Moore ed inclusa nel suo album del 1988, Time Odyssey.
- Una versione riarrangiata è stata eseguita dal chitarrista Jeff Healey nel suo album del 1990 Hell to Pay.
- Gli Spineshank l'hanno riproposta secondo il proprio genere (metal) nell'album Strictly Diesel.
- Il brano, rivisitato e arrangiato rispettivamente per chitarra acustica ed elettrica, è stato eseguito da Al Di Meola e da Tommy Emmanuel.
- Una versione riarrangiata della canzone è nella colonna sonora del film del 2007 Across the Universe, dedicato al quartetto di Liverpool, dove a cantare il brano sono gli stessi attori del film.
- Tra le altre cover, quella degli A-Ha e nel 2010, a voce femminile di India Arie, poi Carlos Santana con Yo-Yo Ma, Marc Ribot, Phish e Charlie Byrd, e Jake Shimabukuro all'ukulele.[80][81]
- Una versione riarrangiata della canzone è stata suonata e cantata dal chitarrista Michael Hedges. Questa versione, eseguita unicamente dal vivo, non è mai stata inserita in nessun album dell'artista.
- Una versione riarrangiata della canzone è nella colonna sonora del film Kubo and the Two Strings (Kubo e la spada magica in Italia, uscita 3 Novembre 2016) cantata da Regina Spektor ed eseguita con uno Shamisen (strumento tradizionale giapponese) al posto della chitarra acustica.